# Zhidovin
Zhidovin (tiếng Nga: Жидовин) là một nhân vật anh hùng trong kho tàng sử thi Nga, đây là nhân vật đối lập với Ilya xứ Murom trong sử thi Ilya xứ Murom và Zhidovin.

Anh hùng Ilya xứ Muro dùng sức mạnh và ý chí để khuất phục Zhidovin

## Ảnh hưởng trong văn hóa
Theo một số nhà nghiên cứu, câu chuyện về nhân vật này phản ánh cuộc đấu tranh của Nhà nước Nga cổ xưa với bộ tộc Khazar.